# Seychellerne ved sommer-OL 1992
Seychellerne deltog ved sommer-OL i 1992 i Barcelona, Spanien efter ikke at have deltaget i 1988. Ved disse olympiske lege var Seychellernes delegation den største nogensinde og man havde nu også atleter med i svømning og sejlsport. Seychellerne deltog med 4 mandlige atletikudøvere i 5 discipliner, hvor blev elimineret i de indledende runder. Der var 2 mandlige boksere i konkurrence og her blev den første kvartfinale opnået. I sejlsport deltog Seychellerne i den mandlige Lechner A-390 klasse, hvor det blev til 36. pladsen ud af 45 startende. I svømning deltog 3 mandlige og én kvindelig udøvere. Alle blev elimineret i de indledende runder. 

## Medaljer
| 1992 Barcelona | Guld | Sølv | Bronze | Total |
| Seychellerne   | 0    | 0    | 0      | 0     |